# Spring Hill, Kansas
Spring Hill là một thành phố thuộc quận Johnson, tiểu bang Kansas, Hoa Kỳ. Năm 2010, dân số của xã này là 5437 người.

## Dân số
Dân số các năm:
- Năm 2000: 2727 người
- Năm 2010: 5437 người